# Episodi di A casa di Fran (seconda stagione)
| nº | Titolo originale                   | Titolo italiano         | Prima TV USA      | Prima TV Italia  |
| -- | ---------------------------------- | ----------------------- | ----------------- | ---------------- |
| 1  | A Year of Living With Fran         | Il primo anniversario   | 16 settembre 2005 | 13 gennaio 2007  |
| 2  | Going to the Bar Mitzvah with Fran | Tutti al Bar Mitzvah    | 23 settembre 2005 | 13 gennaio 2007  |
| 3  | Sweet Sixteen Again with Fran      | I 16 anni di Allison    | 30 settembre 2005 | 20 gennaio 2007  |
| 4  | Learning with Fran                 | A scuola con Fran       | 7 ottobre 2005    | 20 gennaio 2007  |
| 5  | Ahead of the Plan with Fran        | Un piano diabolico      | 14 ottobre 2005   | 27 gennaio 2007  |
| 6  | Going Crazy with Fran              | La sorella di Riley     | 13 gennaio 2006   | 27 gennaio 2007  |
| 7  | Coupling with Fran                 | Buoni omaggio           | 20 gennaio 2006   | 3 febbraio 2007  |
| 8  | Healing with Fran                  | L'intervista            | 27 gennaio 2006   | 3 febbraio 2007  |
| 9  | The Whole Clan with Fran           | I genitori di Fran      | 3 febbraio 2006   | 10 febbraio 2007 |
| 10 | Masquerading with Fran             | Voglio tutta la verità  | 17 febbraio 2006  | 17 febbraio 2007 |
| 11 | Going to Bed with Fran             | Il capo di Riley        | 24 febbraio 2006  | 24 febbraio 2007 |
| 12 | Dreaming with Fran                 | Sognando con Fran       | 17 marzo 2006     | 3 marzo 2007     |
| 13 | Reuniting with Fran                | Se mi lasci... ti sposo | 24 marzo 2006     | 17 marzo 2007    |

## Il primo anniversario
- Titolo originale: A Year of Living With Fran
- Diretto da:
- Scritto da:

### Trama
Fran e Riley vogliono festeggiare il loro primo appuntamento, ma non possono perché i figli e il suo ex marito vanno a cena da loro senza preavviso. Intanto Allison chiede ai genitori se può andare a vedere un film vietato ai minori, e i genitori le danno il permesso, tranne Riley. La sera del film, Fran si sbronza, e Riley decide di vietare alla ragazza la visione del film.

## Tutti al Bar Mitzvah
- Titolo originale: Going to the Bar Mitzvah with Fran
- Diretto da:
- Scritto da:

### Trama
È il giorno del bar mitzvah del cugino dei figli di Fran e tutta la famiglia è stata invitata al party. Alla festa, Riley e Fran incontrano l'ex marito con la sua nuova fidanzata, che di professione fa la modella e che alla fine si scopre essere stata pagata per essere lì quella sera.

## I 16 anni di Allison
- Titolo originale: Sweet Sixteen Again with Fran
- Diretto da:
- Scritto da:

### Trama
Nonostante Allison non voglia avere una festa di compleanno, Fran decide di assumere uno stilista gay che segua il look della figlia e delle amiche e come ciliegina, procura loro i biglietti per il concerto del suo cantante preferito.

## A scuola con Fran
- Titolo originale: Learning with Fran
- Diretto da:
- Scritto da:

### Trama
Fran decide di tornare a scuola insieme nello stesso corso di suo figlio, che non vede di buon occhio la cosa. Quando Fran sbircia nel compito del figlio, i due vengono espulsi dal corso. Alla fine Josh viene riammeso ma Fran no e lì capisce che il college non fa per lei.

## Un piano diabolico
- Titolo originale: Ahead of the Plan with Fran
- Diretto da:
- Scritto da:

### Trama
Alison viene sorpresa da Fran proprio mentre sta baciando Todd ed inizia subito una complicità tra lei e Riley nel cercare di sorprenderla sul fatto. Nel frattempo Josh inizia ad uscire con una ragazza di nome Tailor, ma la storia dura poco.

## La sorella di Riley
- Titolo originale: Going Crazy with Fran
- Diretto da:
- Scritto da:

### Trama
La sorella di Riley è in città e così Fran chiede a Josh di farle da cicerone nel visitare la città. Ma durante il tour i due si sbronzano e si sposano.

## Buoni omaggio
- Titolo originale: Coupling with Fran
- Diretto da:
- Scritto da:

### Trama
Fran racconta alla cugina come ha inventato la storia dei buoni omaggio. Infatti dice di aver fatto sempre finta di avere dei buoni omaggio per evitare di lasciar pagare Riley.

## L'intervista
- Titolo originale: Healing with Fran
- Diretto da:
- Scritto da:

### Trama
Fran invita una giornalista a casa per dimostrare a tutti che sono una famiglia normale, ma proprio durante l'intervista tutti fanno del loro meglio per farla sfigurare.

## I genitori di Fran
- Titolo originale: The Whole Clan with Fran
- Diretto da:
- Scritto da:

### Trama
I genitori di Fran sono in città e ciò vuole che ad Allison venga la sindrome premestruale esattamente in questo momento. Nel frattempo Riley, che non è visto bene dal padre di Fran, scommette con quest'ultimo su una partita di basket e vince. Con i soldi regala un viaggio ai genitori di lei.

## Voglio tutta la verità
- Titolo originale: Masquerading with Fran
- Diretto da:
- Scritto da:

### Trama
Il giorno di Halloween, Fran obbliga Riley ad imbucarsi al matrimonio di una ricca donna appena divorziata per convincerla ad assumerla come arredatrice; qui Fran incontra una barista che si scopre essere stata lasciata sull'altare proprio da Riley il giorno del loro matrimonio. Intanto Allison finisce nei guai e viene ricattata da Josh.

## Il capo di Riley
- Titolo originale: Going to Bed with Fran
- Diretto da:
- Scritto da:

### Trama
Riley presenta Fran al suo capo, che sta cercando una arredatrice. Intanto, Josh viene corteggiato da un'amica di Allison.

## Sognando con Fran
- Titolo originale: Dreaming with Fran
- Diretto da:
- Scritto da:

### Trama
Attraverso dei bizzarri sogni, Fran rimette in discussione il suo rapporto con Riley; quando poi la donna scopre di doversi sottoporre ad un intervento di asportazione dell'utero, Fran prenderà una decisione drastica.

## Se mi lasci... ti sposo
- Titolo originale: Reuniting with Fran
- Diretto da:
- Scritto da:

### Trama
Riley decide di riconquistare Fran in una maniera sorprendente; le propone di sposarlo! 